# ويليام بينكني
ويليام بينكني (بالإنجليزية: William Pinkney) (و. 1764 – 1822 م) هو سياسي، ومحام، ودبلوماسي من الولايات المتحدة الأمريكية ولد في أنابوليس، ماريلاند.
تولى منصب عضو مجلس الشيوخ الأمريكي (1819-12-21–1822-02-25)، ونائب عام الولايات المتحدة .وهو عضو في الحزب الجمهوري الديمقراطي .

## روابط خارجية
- ويليام بينكني على موقع الموسوعة البريطانية (الإنجليزية)